# 1970年のワールドシリーズ
1970年の野球において、メジャーリーグベースボール（MLB）優勝決定戦の第67回ワールドシリーズ（だい67かいワールドシリーズ、67th World Series）は、10月10日から15日にかけて計5試合が開催された。その結果、ボルチモア・オリオールズ（アメリカンリーグ）がシンシナティ・レッズ（ナショナルリーグ）を4勝1敗で下し、4年ぶり2回目の優勝を果たした。
両チームの対戦はシリーズ史上初めて。レギュラーシーズンで100勝以上を挙げた球団どうしがワールドシリーズで対戦するのは、2年連続7回目である。レッズの本拠地球場リバーフロント・スタジアムは人工芝を採用しており、今シリーズ第1戦は人工芝の上で行われたシリーズ史上初の試合となった。オリオールズの三塁手ブルックス・ロビンソンは、記者から人工芝での守備について訊かれ「俺はメジャーリーグの三塁手だぞ。やれと言われれば駐車場でも試合をするし、打球も止めてやるよ」と答えた。今シリーズを通じてB・ロビンソンは好守を続け、レッズ監督スパーキー・アンダーソンに「ブルックスが夢にまで出てくるようになった。紙皿を落としても、あいつはワンバウンドで拾って俺をアウトにするんだ」と言わしめた。さらにB・ロビンソンは、打撃でも5試合で打率.429・2本塁打・6打点・OPS 1.238という成績を残し、シリーズMVPに選出された。
また今シリーズでは、エメット・アシュフォードがアフリカ系アメリカ人の審判員として史上初のシリーズ出場を果たした。所属するアメリカンリーグは審判員の定年を55歳に設定しており、アシュフォードは1969年11月にその年齢に達していたが、MLBデビューが51歳と遅かったことから、リーグ会長ジョー・クローニンが特例として任期の1年延長を認めていた。今シリーズ終了後にアシュフォードが引退すると、アメリカンリーグにおけるアフリカ系アメリカ人の審判員は、1993年にチャック・メリウェザーがデビューするまで20年以上不在となる。

## 試合結果
1970年のワールドシリーズは10月10日に開幕し、途中に移動日を挟んで6日間で5試合が行われた。日程・結果は以下の通り。
| 日付                                                    | 試合  | ビジター球団（先攻）     | スコア | ホーム球団（後攻）       | 開催球場                   | 開催球場                                               |
| ------------------------------------------------------- | ----- | ------------------------ | ------ | ------------------------ | -------------------------- | ------------------------------------------------------ |
| 10月10日（土）                                          | 第1戦 | ボルチモア・オリオールズ | 4－3   | シンシナティ・レッズ     | リバーフロント・スタジアム | リバーフロント・ · スタジアムメモリアル・ · スタジアム |
| 10月11日（日）                                          | 第2戦 | ボルチモア・オリオールズ | 6－5   | シンシナティ・レッズ     | リバーフロント・スタジアム | リバーフロント・ · スタジアムメモリアル・ · スタジアム |
| 10月12日（月）                                          |       | 移動日                   | 移動日 | 移動日                   |                            | リバーフロント・ · スタジアムメモリアル・ · スタジアム |
| 10月13日（火）                                          | 第3戦 | シンシナティ・レッズ     | 3－9   | ボルチモア・オリオールズ | メモリアル・スタジアム     | リバーフロント・ · スタジアムメモリアル・ · スタジアム |
| 10月14日（水）                                          | 第4戦 | シンシナティ・レッズ     | 6－5   | ボルチモア・オリオールズ | メモリアル・スタジアム     | リバーフロント・ · スタジアムメモリアル・ · スタジアム |
| 10月15日（木）                                          | 第5戦 | シンシナティ・レッズ     | 3－9   | ボルチモア・オリオールズ | メモリアル・スタジアム     | リバーフロント・ · スタジアムメモリアル・ · スタジアム |
| 優勝：ボルチモア・オリオールズ（4勝1敗 / 4年ぶり2度目） |       |                          |        |                          |                            | リバーフロント・ · スタジアムメモリアル・ · スタジアム |

### 第1戦 10月10日
- リバーフロント・スタジアム（オハイオ州シンシナティ）

|                          | 1 | 2 | 3 | 4 | 5 | 6 | 7 | 8 | 9 | R | H | E |
| ------------------------ | - | - | - | - | - | - | - | - | - | - | - | - |
| ボルチモア・オリオールズ | 0 | 0 | 0 | 2 | 1 | 0 | 1 | 0 | 0 | 4 | 7 | 2 |
| シンシナティ・レッズ     | 1 | 0 | 2 | 0 | 0 | 0 | 0 | 0 | 0 | 3 | 5 | 0 |

1. 勝利：ジム・パーマー（1勝）
2. セーブ：ピート・リッカート（1S）
3. 敗戦：ゲイリー・ノーラン（1敗）
4. 本塁打
BAL：ブーグ・パウエル1号2ラン、エルロッド・ヘンドリックス1号ソロ、ブルックス・ロビンソン1号ソロ
CIN：リー・メイ1号2ラン
5. 審判
［球審］ケン・バークハート（NL）
［塁審］一塁: レッド・フラハーティ（AL）、二塁: トニー・ベンゾン（NL）、三塁: ボブ・スチュワート（AL）
［外審］左翼: ビル・ウィリアムズ（NL）、右翼: エメット・アシュフォード（AL）
6. 昼間試合  試合時間: 2時間24分  観客: 5万1531人
詳細: Baseball-Reference.com

| ボルチモア・オリオールズ | ボルチモア・オリオールズ | ボルチモア・オリオールズ | ボルチモア・オリオールズ | ボルチモア・オリオールズ                                                                                              | シンシナティ・レッズ | シンシナティ・レッズ | シンシナティ・レッズ | シンシナティ・レッズ | シンシナティ・レッズ                                                                          |
| ------------------------ | ------------------------ | ------------------------ | ------------------------ | --- | -------------------- | -------------------- | -------------------- | -------------------- | --------------------------------------------------------------------------------------------- |
| 打順                     | 守備                     | 選手                     | 打席                     | J・パーマーE・ヘンドリックスB・パウエルD・ジョンソンB・ロビンソンM・ベランガーD・ビュフォードP・ブレアーF・ロビンソン | 打順                 | 守備                 | 選手                 | 打席                 | G・ノーランJ・ベンチL・メイT・ヘルムズT・ペレスW・ウッドウォードB・カーボB・トーランP・ローズ |
| 1                        | 左                       | D・ビュフォード          | 両                       | J・パーマーE・ヘンドリックスB・パウエルD・ジョンソンB・ロビンソンM・ベランガーD・ビュフォードP・ブレアーF・ロビンソン | 1                    | 右                   | P・ローズ            | 両                   | G・ノーランJ・ベンチL・メイT・ヘルムズT・ペレスW・ウッドウォードB・カーボB・トーランP・ローズ |
| 2                        | 中                       | P・ブレアー              | 右                       | J・パーマーE・ヘンドリックスB・パウエルD・ジョンソンB・ロビンソンM・ベランガーD・ビュフォードP・ブレアーF・ロビンソン | 2                    | 中                   | B・トーラン          | 左                   | G・ノーランJ・ベンチL・メイT・ヘルムズT・ペレスW・ウッドウォードB・カーボB・トーランP・ローズ |
| 3                        | 一                       | B・パウエル              | 左                       | J・パーマーE・ヘンドリックスB・パウエルD・ジョンソンB・ロビンソンM・ベランガーD・ビュフォードP・ブレアーF・ロビンソン | 3                    | 三                   | T・ペレス            | 右                   | G・ノーランJ・ベンチL・メイT・ヘルムズT・ペレスW・ウッドウォードB・カーボB・トーランP・ローズ |
| 4                        | 右                       | F・ロビンソン            | 右                       | J・パーマーE・ヘンドリックスB・パウエルD・ジョンソンB・ロビンソンM・ベランガーD・ビュフォードP・ブレアーF・ロビンソン | 4                    | 捕                   | J・ベンチ            | 右                   | G・ノーランJ・ベンチL・メイT・ヘルムズT・ペレスW・ウッドウォードB・カーボB・トーランP・ローズ |
| 5                        | 三                       | B・ロビンソン            | 右                       | J・パーマーE・ヘンドリックスB・パウエルD・ジョンソンB・ロビンソンM・ベランガーD・ビュフォードP・ブレアーF・ロビンソン | 5                    | 一                   | L・メイ              | 右                   | G・ノーランJ・ベンチL・メイT・ヘルムズT・ペレスW・ウッドウォードB・カーボB・トーランP・ローズ |
| 6                        | 捕                       | E・ヘンドリックス        | 左                       | J・パーマーE・ヘンドリックスB・パウエルD・ジョンソンB・ロビンソンM・ベランガーD・ビュフォードP・ブレアーF・ロビンソン | 6                    | 左                   | B・カーボ            | 左                   | G・ノーランJ・ベンチL・メイT・ヘルムズT・ペレスW・ウッドウォードB・カーボB・トーランP・ローズ |
| 7                        | 二                       | D・ジョンソン            | 右                       | J・パーマーE・ヘンドリックスB・パウエルD・ジョンソンB・ロビンソンM・ベランガーD・ビュフォードP・ブレアーF・ロビンソン | 7                    | 二                   | T・ヘルムズ          | 右                   | G・ノーランJ・ベンチL・メイT・ヘルムズT・ペレスW・ウッドウォードB・カーボB・トーランP・ローズ |
| 8                        | 遊                       | M・ベランガー            | 右                       | J・パーマーE・ヘンドリックスB・パウエルD・ジョンソンB・ロビンソンM・ベランガーD・ビュフォードP・ブレアーF・ロビンソン | 8                    | 遊                   | W・ウッドウォード    | 右                   | G・ノーランJ・ベンチL・メイT・ヘルムズT・ペレスW・ウッドウォードB・カーボB・トーランP・ローズ |
| 9                        | 投                       | J・パーマー              | 右                       | J・パーマーE・ヘンドリックスB・パウエルD・ジョンソンB・ロビンソンM・ベランガーD・ビュフォードP・ブレアーF・ロビンソン | 9                    | 投                   | G・ノーラン          | 右                   | G・ノーランJ・ベンチL・メイT・ヘルムズT・ペレスW・ウッドウォードB・カーボB・トーランP・ローズ |
| 先発投手                 | 先発投手                 | 先発投手                 | 投球                     | J・パーマーE・ヘンドリックスB・パウエルD・ジョンソンB・ロビンソンM・ベランガーD・ビュフォードP・ブレアーF・ロビンソン | 先発投手             | 先発投手             | 先発投手             | 投球                 | G・ノーランJ・ベンチL・メイT・ヘルムズT・ペレスW・ウッドウォードB・カーボB・トーランP・ローズ |
| J・パーマー              | J・パーマー              | J・パーマー              | 右                       | J・パーマーE・ヘンドリックスB・パウエルD・ジョンソンB・ロビンソンM・ベランガーD・ビュフォードP・ブレアーF・ロビンソン | G・ノーラン          | G・ノーラン          | G・ノーラン          | 右                   | G・ノーランJ・ベンチL・メイT・ヘルムズT・ペレスW・ウッドウォードB・カーボB・トーランP・ローズ |

### 第2戦 10月11日
- リバーフロント・スタジアム（オハイオ州シンシナティ）

|                          | 1 | 2 | 3 | 4 | 5 | 6 | 7 | 8 | 9 | R | H  | E |
| ------------------------ | - | - | - | - | - | - | - | - | - | - | -- | - |
| ボルチモア・オリオールズ | 0 | 0 | 0 | 1 | 5 | 0 | 0 | 0 | 0 | 6 | 10 | 2 |
| シンシナティ・レッズ     | 3 | 0 | 1 | 0 | 0 | 1 | 0 | 0 | 0 | 5 | 7  | 0 |

1. 勝利：トム・フィーバス（1勝）
2. セーブ：ディック・ホール（1S）
3. 敗戦：ミルト・ウィルコックス（1敗）
4. 本塁打
BAL：ブーグ・パウエル2号ソロ
CIN：ボビー・トーラン1号ソロ、ジョニー・ベンチ1号ソロ
5. 審判
［球審］レッド・フラハーティ（AL）
［塁審］一塁: トニー・ベンゾン（NL）、二塁: ボブ・スチュワート（AL）、三塁: ビル・ウィリアムズ（NL）
［外審］左翼: エメット・アシュフォード（AL）、右翼: ケン・バークハート（NL）
6. 昼間試合  試合時間: 2時間26分  観客: 5万1531人
詳細: Baseball-Reference.com

| ボルチモア・オリオールズ | ボルチモア・オリオールズ | ボルチモア・オリオールズ | ボルチモア・オリオールズ | ボルチモア・オリオールズ                                                                                                | シンシナティ・レッズ | シンシナティ・レッズ | シンシナティ・レッズ | シンシナティ・レッズ | シンシナティ・レッズ                                                                                  |
| ------------------------ | ------------------------ | ------------------------ | ------------------------ | --- | -------------------- | -------------------- | -------------------- | -------------------- | --- |
| 打順                     | 守備                     | 選手                     | 打席                     | M・クェイヤーE・ヘンドリックスB・パウエルD・ジョンソンB・ロビンソンM・ベランガーD・ビュフォードP・ブレアーF・ロビンソン | 打順                 | 守備                 | 選手                 | 打席                 | J・マクグロスリンJ・ベンチL・メイT・ヘルムズT・ペレスW・ウッドウォードH・マクレーB・トーランP・ローズ |
| 1                        | 左                       | D・ビュフォード          | 両                       | M・クェイヤーE・ヘンドリックスB・パウエルD・ジョンソンB・ロビンソンM・ベランガーD・ビュフォードP・ブレアーF・ロビンソン | 1                    | 右                   | P・ローズ            | 両                   | J・マクグロスリンJ・ベンチL・メイT・ヘルムズT・ペレスW・ウッドウォードH・マクレーB・トーランP・ローズ |
| 2                        | 中                       | P・ブレアー              | 右                       | M・クェイヤーE・ヘンドリックスB・パウエルD・ジョンソンB・ロビンソンM・ベランガーD・ビュフォードP・ブレアーF・ロビンソン | 2                    | 中                   | B・トーラン          | 左                   | J・マクグロスリンJ・ベンチL・メイT・ヘルムズT・ペレスW・ウッドウォードH・マクレーB・トーランP・ローズ |
| 3                        | 一                       | B・パウエル              | 左                       | M・クェイヤーE・ヘンドリックスB・パウエルD・ジョンソンB・ロビンソンM・ベランガーD・ビュフォードP・ブレアーF・ロビンソン | 3                    | 三                   | T・ペレス            | 右                   | J・マクグロスリンJ・ベンチL・メイT・ヘルムズT・ペレスW・ウッドウォードH・マクレーB・トーランP・ローズ |
| 4                        | 右                       | F・ロビンソン            | 右                       | M・クェイヤーE・ヘンドリックスB・パウエルD・ジョンソンB・ロビンソンM・ベランガーD・ビュフォードP・ブレアーF・ロビンソン | 4                    | 捕                   | J・ベンチ            | 右                   | J・マクグロスリンJ・ベンチL・メイT・ヘルムズT・ペレスW・ウッドウォードH・マクレーB・トーランP・ローズ |
| 5                        | 三                       | B・ロビンソン            | 右                       | M・クェイヤーE・ヘンドリックスB・パウエルD・ジョンソンB・ロビンソンM・ベランガーD・ビュフォードP・ブレアーF・ロビンソン | 5                    | 一                   | L・メイ              | 右                   | J・マクグロスリンJ・ベンチL・メイT・ヘルムズT・ペレスW・ウッドウォードH・マクレーB・トーランP・ローズ |
| 6                        | 捕                       | E・ヘンドリックス        | 左                       | M・クェイヤーE・ヘンドリックスB・パウエルD・ジョンソンB・ロビンソンM・ベランガーD・ビュフォードP・ブレアーF・ロビンソン | 6                    | 左                   | H・マクレー          | 右                   | J・マクグロスリンJ・ベンチL・メイT・ヘルムズT・ペレスW・ウッドウォードH・マクレーB・トーランP・ローズ |
| 7                        | 二                       | D・ジョンソン            | 右                       | M・クェイヤーE・ヘンドリックスB・パウエルD・ジョンソンB・ロビンソンM・ベランガーD・ビュフォードP・ブレアーF・ロビンソン | 7                    | 二                   | T・ヘルムズ          | 右                   | J・マクグロスリンJ・ベンチL・メイT・ヘルムズT・ペレスW・ウッドウォードH・マクレーB・トーランP・ローズ |
| 8                        | 遊                       | M・ベランガー            | 右                       | M・クェイヤーE・ヘンドリックスB・パウエルD・ジョンソンB・ロビンソンM・ベランガーD・ビュフォードP・ブレアーF・ロビンソン | 8                    | 遊                   | W・ウッドウォード    | 右                   | J・マクグロスリンJ・ベンチL・メイT・ヘルムズT・ペレスW・ウッドウォードH・マクレーB・トーランP・ローズ |
| 9                        | 投                       | M・クェイヤー            | 左                       | M・クェイヤーE・ヘンドリックスB・パウエルD・ジョンソンB・ロビンソンM・ベランガーD・ビュフォードP・ブレアーF・ロビンソン | 9                    | 投                   | J・マクグロスリン    | 右                   | J・マクグロスリンJ・ベンチL・メイT・ヘルムズT・ペレスW・ウッドウォードH・マクレーB・トーランP・ローズ |
| 先発投手                 | 先発投手                 | 先発投手                 | 投球                     | M・クェイヤーE・ヘンドリックスB・パウエルD・ジョンソンB・ロビンソンM・ベランガーD・ビュフォードP・ブレアーF・ロビンソン | 先発投手             | 先発投手             | 先発投手             | 投球                 | J・マクグロスリンJ・ベンチL・メイT・ヘルムズT・ペレスW・ウッドウォードH・マクレーB・トーランP・ローズ |
| M・クェイヤー            | M・クェイヤー            | M・クェイヤー            | 左                       | M・クェイヤーE・ヘンドリックスB・パウエルD・ジョンソンB・ロビンソンM・ベランガーD・ビュフォードP・ブレアーF・ロビンソン | J・マクグロスリン    | J・マクグロスリン    | J・マクグロスリン    | 右                   | J・マクグロスリンJ・ベンチL・メイT・ヘルムズT・ペレスW・ウッドウォードH・マクレーB・トーランP・ローズ |

### 第3戦 10月13日
- メモリアル・スタジアム（メリーランド州ボルチモア）

|                          | 1 | 2 | 3 | 4 | 5 | 6 | 7 | 8 | 9 | R | H  | E |
| ------------------------ | - | - | - | - | - | - | - | - | - | - | -- | - |
| シンシナティ・レッズ     | 0 | 1 | 0 | 0 | 0 | 0 | 2 | 0 | 0 | 3 | 9  | 0 |
| ボルチモア・オリオールズ | 2 | 0 | 1 | 0 | 1 | 4 | 1 | 0 | X | 9 | 10 | 1 |

1. 勝利：デーブ・マクナリー（1勝）
2. 敗戦：トニー・クロニンガー（1敗）
3. 本塁打
BAL：フランク・ロビンソン1号ソロ、ドン・ビュフォード1号ソロ、デーブ・マクナリー1号満塁
4. 審判
［球審］トニー・ベンゾン（NL）
［塁審］一塁: ボブ・スチュワート（AL）、二塁: ビル・ウィリアムズ（NL）、三塁: エメット・アシュフォード（AL）
［外審］左翼: ケン・バークハート（NL）、右翼: レッド・フラハーティ（AL）
5. 昼間試合  試合時間: 2時間9分  観客: 5万1773人
詳細: Baseball-Reference.com

| シンシナティ・レッズ | シンシナティ・レッズ | シンシナティ・レッズ | シンシナティ・レッズ | シンシナティ・レッズ                                                                                | ボルチモア・オリオールズ | ボルチモア・オリオールズ | ボルチモア・オリオールズ | ボルチモア・オリオールズ | ボルチモア・オリオールズ                                                                                              |
| -------------------- | -------------------- | -------------------- | -------------------- | --------------------------------------------------------------------------------------------------- | ------------------------ | ------------------------ | ------------------------ | ------------------------ | --- |
| 打順                 | 守備                 | 選手                 | 打席                 | T・クロニンガーJ・ベンチL・メイT・ヘルムズT・ペレスD・コンセプシオンH・マクレーB・トーランP・ローズ | 打順                     | 守備                     | 選手                     | 打席                     | D・マクナリーA・エチェバレンB・パウエルD・ジョンソンB・ロビンソンM・ベランガーD・ビュフォードP・ブレアーF・ロビンソン |
| 1                    | 右                   | P・ローズ            | 両                   | T・クロニンガーJ・ベンチL・メイT・ヘルムズT・ペレスD・コンセプシオンH・マクレーB・トーランP・ローズ | 1                        | 左                       | D・ビュフォード          | 両                       | D・マクナリーA・エチェバレンB・パウエルD・ジョンソンB・ロビンソンM・ベランガーD・ビュフォードP・ブレアーF・ロビンソン |
| 2                    | 中                   | B・トーラン          | 左                   | T・クロニンガーJ・ベンチL・メイT・ヘルムズT・ペレスD・コンセプシオンH・マクレーB・トーランP・ローズ | 2                        | 遊                       | M・ベランガー            | 右                       | D・マクナリーA・エチェバレンB・パウエルD・ジョンソンB・ロビンソンM・ベランガーD・ビュフォードP・ブレアーF・ロビンソン |
| 3                    | 三                   | T・ペレス            | 右                   | T・クロニンガーJ・ベンチL・メイT・ヘルムズT・ペレスD・コンセプシオンH・マクレーB・トーランP・ローズ | 3                        | 一                       | B・パウエル              | 左                       | D・マクナリーA・エチェバレンB・パウエルD・ジョンソンB・ロビンソンM・ベランガーD・ビュフォードP・ブレアーF・ロビンソン |
| 4                    | 捕                   | J・ベンチ            | 右                   | T・クロニンガーJ・ベンチL・メイT・ヘルムズT・ペレスD・コンセプシオンH・マクレーB・トーランP・ローズ | 4                        | 右                       | F・ロビンソン            | 右                       | D・マクナリーA・エチェバレンB・パウエルD・ジョンソンB・ロビンソンM・ベランガーD・ビュフォードP・ブレアーF・ロビンソン |
| 5                    | 一                   | L・メイ              | 右                   | T・クロニンガーJ・ベンチL・メイT・ヘルムズT・ペレスD・コンセプシオンH・マクレーB・トーランP・ローズ | 5                        | 中                       | P・ブレアー              | 右                       | D・マクナリーA・エチェバレンB・パウエルD・ジョンソンB・ロビンソンM・ベランガーD・ビュフォードP・ブレアーF・ロビンソン |
| 6                    | 左                   | H・マクレー          | 右                   | T・クロニンガーJ・ベンチL・メイT・ヘルムズT・ペレスD・コンセプシオンH・マクレーB・トーランP・ローズ | 6                        | 三                       | B・ロビンソン            | 右                       | D・マクナリーA・エチェバレンB・パウエルD・ジョンソンB・ロビンソンM・ベランガーD・ビュフォードP・ブレアーF・ロビンソン |
| 7                    | 二                   | T・ヘルムズ          | 右                   | T・クロニンガーJ・ベンチL・メイT・ヘルムズT・ペレスD・コンセプシオンH・マクレーB・トーランP・ローズ | 7                        | 二                       | D・ジョンソン            | 右                       | D・マクナリーA・エチェバレンB・パウエルD・ジョンソンB・ロビンソンM・ベランガーD・ビュフォードP・ブレアーF・ロビンソン |
| 8                    | 遊                   | D・コンセプシオン    | 右                   | T・クロニンガーJ・ベンチL・メイT・ヘルムズT・ペレスD・コンセプシオンH・マクレーB・トーランP・ローズ | 8                        | 捕                       | A・エチェバレン          | 右                       | D・マクナリーA・エチェバレンB・パウエルD・ジョンソンB・ロビンソンM・ベランガーD・ビュフォードP・ブレアーF・ロビンソン |
| 9                    | 投                   | T・クロニンガー      | 右                   | T・クロニンガーJ・ベンチL・メイT・ヘルムズT・ペレスD・コンセプシオンH・マクレーB・トーランP・ローズ | 9                        | 投                       | D・マクナリー            | 右                       | D・マクナリーA・エチェバレンB・パウエルD・ジョンソンB・ロビンソンM・ベランガーD・ビュフォードP・ブレアーF・ロビンソン |
| 先発投手             | 先発投手             | 先発投手             | 投球                 | T・クロニンガーJ・ベンチL・メイT・ヘルムズT・ペレスD・コンセプシオンH・マクレーB・トーランP・ローズ | 先発投手                 | 先発投手                 | 先発投手                 | 投球                     | D・マクナリーA・エチェバレンB・パウエルD・ジョンソンB・ロビンソンM・ベランガーD・ビュフォードP・ブレアーF・ロビンソン |
| T・クロニンガー      | T・クロニンガー      | T・クロニンガー      | 右                   | T・クロニンガーJ・ベンチL・メイT・ヘルムズT・ペレスD・コンセプシオンH・マクレーB・トーランP・ローズ | D・マクナリー            | D・マクナリー            | D・マクナリー            | 左                       | D・マクナリーA・エチェバレンB・パウエルD・ジョンソンB・ロビンソンM・ベランガーD・ビュフォードP・ブレアーF・ロビンソン |

### 第4戦 10月14日
- メモリアル・スタジアム（メリーランド州ボルチモア）

|                          | 1 | 2 | 3 | 4 | 5 | 6 | 7 | 8 | 9 | R | H | E |
| ------------------------ | - | - | - | - | - | - | - | - | - | - | - | - |
| シンシナティ・レッズ     | 0 | 1 | 1 | 0 | 1 | 0 | 0 | 3 | 0 | 6 | 8 | 3 |
| ボルチモア・オリオールズ | 0 | 1 | 3 | 0 | 0 | 1 | 0 | 0 | 0 | 5 | 8 | 0 |

1. 勝利：クレイ・キャロル（1勝）
2. 敗戦：エディ・ワット（1敗）
3. 本塁打
CIN：ピート・ローズ1号ソロ、リー・メイ2号3ラン
BAL：ブルックス・ロビンソン2号ソロ
4. 審判
［球審］ボブ・スチュワート（AL）
［塁審］一塁: ビル・ウィリアムズ（NL）、二塁: エメット・アシュフォード（AL）、三塁: ケン・バークハート（NL）
［外審］左翼: レッド・フラハーティ（AL）、右翼: トニー・ベンゾン（NL）
5. 昼間試合  試合時間: 2時間26分  観客: 5万3007人
詳細: Baseball-Reference.com

| シンシナティ・レッズ | シンシナティ・レッズ | シンシナティ・レッズ | シンシナティ・レッズ | シンシナティ・レッズ                                                                          | ボルチモア・オリオールズ | ボルチモア・オリオールズ | ボルチモア・オリオールズ | ボルチモア・オリオールズ | ボルチモア・オリオールズ                                                                                              |
| -------------------- | -------------------- | -------------------- | -------------------- | --------------------------------------------------------------------------------------------- | ------------------------ | ------------------------ | ------------------------ | ------------------------ | --- |
| 打順                 | 守備                 | 選手                 | 打席                 | G・ノーランJ・ベンチL・メイT・ヘルムズT・ペレスD・コンセプシオンB・カーボB・トーランP・ローズ | 打順                     | 守備                     | 選手                     | 打席                     | J・パーマーE・ヘンドリックスB・パウエルD・ジョンソンB・ロビンソンM・ベランガーD・ビュフォードP・ブレアーF・ロビンソン |
| 1                    | 中                   | B・トーラン          | 左                   | G・ノーランJ・ベンチL・メイT・ヘルムズT・ペレスD・コンセプシオンB・カーボB・トーランP・ローズ | 1                        | 左                       | D・ビュフォード          | 両                       | J・パーマーE・ヘンドリックスB・パウエルD・ジョンソンB・ロビンソンM・ベランガーD・ビュフォードP・ブレアーF・ロビンソン |
| 2                    | 右                   | P・ローズ            | 両                   | G・ノーランJ・ベンチL・メイT・ヘルムズT・ペレスD・コンセプシオンB・カーボB・トーランP・ローズ | 2                        | 中                       | P・ブレアー              | 右                       | J・パーマーE・ヘンドリックスB・パウエルD・ジョンソンB・ロビンソンM・ベランガーD・ビュフォードP・ブレアーF・ロビンソン |
| 3                    | 三                   | T・ペレス            | 右                   | G・ノーランJ・ベンチL・メイT・ヘルムズT・ペレスD・コンセプシオンB・カーボB・トーランP・ローズ | 3                        | 一                       | B・パウエル              | 左                       | J・パーマーE・ヘンドリックスB・パウエルD・ジョンソンB・ロビンソンM・ベランガーD・ビュフォードP・ブレアーF・ロビンソン |
| 4                    | 捕                   | J・ベンチ            | 右                   | G・ノーランJ・ベンチL・メイT・ヘルムズT・ペレスD・コンセプシオンB・カーボB・トーランP・ローズ | 4                        | 右                       | F・ロビンソン            | 右                       | J・パーマーE・ヘンドリックスB・パウエルD・ジョンソンB・ロビンソンM・ベランガーD・ビュフォードP・ブレアーF・ロビンソン |
| 5                    | 一                   | L・メイ              | 右                   | G・ノーランJ・ベンチL・メイT・ヘルムズT・ペレスD・コンセプシオンB・カーボB・トーランP・ローズ | 5                        | 三                       | B・ロビンソン            | 右                       | J・パーマーE・ヘンドリックスB・パウエルD・ジョンソンB・ロビンソンM・ベランガーD・ビュフォードP・ブレアーF・ロビンソン |
| 6                    | 左                   | B・カーボ            | 左                   | G・ノーランJ・ベンチL・メイT・ヘルムズT・ペレスD・コンセプシオンB・カーボB・トーランP・ローズ | 6                        | 捕                       | E・ヘンドリックス        | 左                       | J・パーマーE・ヘンドリックスB・パウエルD・ジョンソンB・ロビンソンM・ベランガーD・ビュフォードP・ブレアーF・ロビンソン |
| 7                    | 二                   | T・ヘルムズ          | 右                   | G・ノーランJ・ベンチL・メイT・ヘルムズT・ペレスD・コンセプシオンB・カーボB・トーランP・ローズ | 7                        | 二                       | D・ジョンソン            | 右                       | J・パーマーE・ヘンドリックスB・パウエルD・ジョンソンB・ロビンソンM・ベランガーD・ビュフォードP・ブレアーF・ロビンソン |
| 8                    | 遊                   | D・コンセプシオン    | 右                   | G・ノーランJ・ベンチL・メイT・ヘルムズT・ペレスD・コンセプシオンB・カーボB・トーランP・ローズ | 8                        | 遊                       | M・ベランガー            | 右                       | J・パーマーE・ヘンドリックスB・パウエルD・ジョンソンB・ロビンソンM・ベランガーD・ビュフォードP・ブレアーF・ロビンソン |
| 9                    | 投                   | G・ノーラン          | 右                   | G・ノーランJ・ベンチL・メイT・ヘルムズT・ペレスD・コンセプシオンB・カーボB・トーランP・ローズ | 9                        | 投                       | J・パーマー              | 右                       | J・パーマーE・ヘンドリックスB・パウエルD・ジョンソンB・ロビンソンM・ベランガーD・ビュフォードP・ブレアーF・ロビンソン |
| 先発投手             | 先発投手             | 先発投手             | 投球                 | G・ノーランJ・ベンチL・メイT・ヘルムズT・ペレスD・コンセプシオンB・カーボB・トーランP・ローズ | 先発投手                 | 先発投手                 | 先発投手                 | 投球                     | J・パーマーE・ヘンドリックスB・パウエルD・ジョンソンB・ロビンソンM・ベランガーD・ビュフォードP・ブレアーF・ロビンソン |
| G・ノーラン          | G・ノーラン          | G・ノーラン          | 右                   | G・ノーランJ・ベンチL・メイT・ヘルムズT・ペレスD・コンセプシオンB・カーボB・トーランP・ローズ | J・パーマー              | J・パーマー              | J・パーマー              | 右                       | J・パーマーE・ヘンドリックスB・パウエルD・ジョンソンB・ロビンソンM・ベランガーD・ビュフォードP・ブレアーF・ロビンソン |

### 第5戦 10月15日
- メモリアル・スタジアム（メリーランド州ボルチモア）

|                          | 1 | 2 | 3 | 4 | 5 | 6 | 7 | 8 | 9 | R | H  | E |
| ------------------------ | - | - | - | - | - | - | - | - | - | - | -- | - |
| シンシナティ・レッズ     | 3 | 0 | 0 | 0 | 0 | 0 | 0 | 0 | 0 | 3 | 6  | 0 |
| ボルチモア・オリオールズ | 2 | 2 | 2 | 0 | 1 | 0 | 0 | 2 | X | 9 | 15 | 0 |

1. 勝利：マイク・クェイヤー（1勝）
2. 敗戦：ジム・メリット（1敗）
3. 本塁打
BAL：フランク・ロビンソン2号2ラン、マーブ・レッテンマンド1号ソロ
4. 審判
［球審］ビル・ウィリアムズ（NL）
［塁審］一塁: エメット・アシュフォード（AL）、二塁: ケン・バークハート（NL）、三塁: レッド・フラハーティ（AL）
［外審］左翼: トニー・ベンゾン（NL）、右翼: ボブ・スチュワート（AL）
5. 昼間試合  試合時間: 2時間35分  観客: 4万5341人
詳細: Baseball-Reference.com

| シンシナティ・レッズ | シンシナティ・レッズ | シンシナティ・レッズ | シンシナティ・レッズ | シンシナティ・レッズ                                                                            | ボルチモア・オリオールズ | ボルチモア・オリオールズ | ボルチモア・オリオールズ | ボルチモア・オリオールズ | ボルチモア・オリオールズ                                                                                                   |
| -------------------- | -------------------- | -------------------- | -------------------- | ----------------------------------------------------------------------------------------------- | ------------------------ | ------------------------ | ------------------------ | ------------------------ | --- |
| 打順                 | 守備                 | 選手                 | 打席                 | J・メリットJ・ベンチL・メイT・ヘルムズT・ペレスD・コンセプシオンH・マクレーB・トーランP・ローズ | 打順                     | 守備                     | 選手                     | 打席                     | M・クェイヤーA・エチェバレンB・パウエルD・ジョンソンB・ロビンソンM・ベランガーM・レッテン · マンドP・ブレアーF・ロビンソン |
| 1                    | 中                   | B・トーラン          | 左                   | J・メリットJ・ベンチL・メイT・ヘルムズT・ペレスD・コンセプシオンH・マクレーB・トーランP・ローズ | 1                        | 遊                       | M・ベランガー            | 右                       | M・クェイヤーA・エチェバレンB・パウエルD・ジョンソンB・ロビンソンM・ベランガーM・レッテン · マンドP・ブレアーF・ロビンソン |
| 2                    | 右                   | P・ローズ            | 両                   | J・メリットJ・ベンチL・メイT・ヘルムズT・ペレスD・コンセプシオンH・マクレーB・トーランP・ローズ | 2                        | 中                       | P・ブレアー              | 右                       | M・クェイヤーA・エチェバレンB・パウエルD・ジョンソンB・ロビンソンM・ベランガーM・レッテン · マンドP・ブレアーF・ロビンソン |
| 3                    | 三                   | T・ペレス            | 右                   | J・メリットJ・ベンチL・メイT・ヘルムズT・ペレスD・コンセプシオンH・マクレーB・トーランP・ローズ | 3                        | 右                       | F・ロビンソン            | 右                       | M・クェイヤーA・エチェバレンB・パウエルD・ジョンソンB・ロビンソンM・ベランガーM・レッテン · マンドP・ブレアーF・ロビンソン |
| 4                    | 捕                   | J・ベンチ            | 右                   | J・メリットJ・ベンチL・メイT・ヘルムズT・ペレスD・コンセプシオンH・マクレーB・トーランP・ローズ | 4                        | 一                       | B・パウエル              | 左                       | M・クェイヤーA・エチェバレンB・パウエルD・ジョンソンB・ロビンソンM・ベランガーM・レッテン · マンドP・ブレアーF・ロビンソン |
| 5                    | 一                   | L・メイ              | 右                   | J・メリットJ・ベンチL・メイT・ヘルムズT・ペレスD・コンセプシオンH・マクレーB・トーランP・ローズ | 5                        | 左                       | M・レッテンマンド        | 右                       | M・クェイヤーA・エチェバレンB・パウエルD・ジョンソンB・ロビンソンM・ベランガーM・レッテン · マンドP・ブレアーF・ロビンソン |
| 6                    | 左                   | H・マクレー          | 右                   | J・メリットJ・ベンチL・メイT・ヘルムズT・ペレスD・コンセプシオンH・マクレーB・トーランP・ローズ | 6                        | 三                       | B・ロビンソン            | 右                       | M・クェイヤーA・エチェバレンB・パウエルD・ジョンソンB・ロビンソンM・ベランガーM・レッテン · マンドP・ブレアーF・ロビンソン |
| 7                    | 二                   | T・ヘルムズ          | 右                   | J・メリットJ・ベンチL・メイT・ヘルムズT・ペレスD・コンセプシオンH・マクレーB・トーランP・ローズ | 7                        | 二                       | D・ジョンソン            | 右                       | M・クェイヤーA・エチェバレンB・パウエルD・ジョンソンB・ロビンソンM・ベランガーM・レッテン · マンドP・ブレアーF・ロビンソン |
| 8                    | 遊                   | D・コンセプシオン    | 右                   | J・メリットJ・ベンチL・メイT・ヘルムズT・ペレスD・コンセプシオンH・マクレーB・トーランP・ローズ | 8                        | 捕                       | A・エチェバレン          | 右                       | M・クェイヤーA・エチェバレンB・パウエルD・ジョンソンB・ロビンソンM・ベランガーM・レッテン · マンドP・ブレアーF・ロビンソン |
| 9                    | 投                   | J・メリット          | 左                   | J・メリットJ・ベンチL・メイT・ヘルムズT・ペレスD・コンセプシオンH・マクレーB・トーランP・ローズ | 9                        | 投                       | M・クェイヤー            | 左                       | M・クェイヤーA・エチェバレンB・パウエルD・ジョンソンB・ロビンソンM・ベランガーM・レッテン · マンドP・ブレアーF・ロビンソン |
| 先発投手             | 先発投手             | 先発投手             | 投球                 | J・メリットJ・ベンチL・メイT・ヘルムズT・ペレスD・コンセプシオンH・マクレーB・トーランP・ローズ | 先発投手                 | 先発投手                 | 先発投手                 | 投球                     | M・クェイヤーA・エチェバレンB・パウエルD・ジョンソンB・ロビンソンM・ベランガーM・レッテン · マンドP・ブレアーF・ロビンソン |
| J・メリット          | J・メリット          | J・メリット          | 左                   | J・メリットJ・ベンチL・メイT・ヘルムズT・ペレスD・コンセプシオンH・マクレーB・トーランP・ローズ | M・クェイヤー            | M・クェイヤー            | M・クェイヤー            | 左                       | M・クェイヤーA・エチェバレンB・パウエルD・ジョンソンB・ロビンソンM・ベランガーM・レッテン · マンドP・ブレアーF・ロビンソン |